# Albanologija
Albanologija je interdisciplinarna veja humanistike, ki obravnava jezik, nošo, literaturo, umetnost, kulturo in zgodovino Albancev. Albanologija uporablja znanstvene metode literature, jezikoslovja, arheologije, zgodovine in kulture. Vendar pa je v središču raziskovanja še vedno albanski jezik .   

## Študije
Johann Erich Thunmann (18. stoletje) je bil najverjetneje prvi albanolog. Podprl je teorijo avtohtonosti Albancev. Predstavil je tudi ilirsko teorijo o izvoru. Kasneje je Gustav Meyer dokazal, da je albanski jezik del indoevropske družine.
V 20. stoletju so tovrstne študije še poglobili Norbert Jokl, Milan Šufflay in Franz Nopcsa von Felső-Szilvás, Karl Reinhold in Eqrem Çabej. 
Študije albanologije so institucionalno podprli v Albaniji v 1940ih z odprtjem Kraljevega inštituta za albanske študije, ki ga je leta 1972 nasledila Akademija znanosti Albanije. Medtem so v 1960ih na Kosovu, takrat še del Jugoslavije, prenovili tudi Inštitut za albanologijo v Prištini. Inštitut je nastal iz njegovega jedra, ustanovljenega leta 1953.

## Ugledni albanologi
- Johann Erich Thunmann (1746–1778)
- Johann Georg von Hahn (1811–1869)
- Girolamo de Rada (1814–1903)
- Demetrio Camarda (1821–1882)
- Vinkentij Makušev (1837–1883)
- Gustav Meyer (1850–1900)
- Ludwig von Thallóczy (1854–1916)
- Theodor Ippen (1861–1935)
- Edith Durham (1863–1944)
- Carl Patsch (1865–1945)
- Nicolae Iorga (1871–1940)
- Georg Pekmezi (1872–1938)
- Norbert Jokl (1877–1942)
- Franz Nopcsa von Felső-Szilvás (1877–1933)
- Milan von Šufflay (1879–1931)
- Marie Amelie von Godin (1882–1956)
- Maximilian Lambertz (1882–1963)
- Margaret Hasluck (1885–1948)
- Giuseppe Valentini (1900–1979)
- Eqrem Çabej (1908–1980)
- Namik Resuli (1908–1985)
- Georg Stadtmüller (1909–1985)
- Eric P. Hamp (born 1920)
- Shaban Demiraj (1920–2014)
- Martin Camaj (1925–1992)
- Aleksandar Stipčević (1930–2015)
- Peter Schubert (1938–2003; zadnji ambasodor iz Vzhodne Nemčije v Tirani)
- Robert Elsie (1950-2017)
- Vladimir Orel (1952–2007)
- Marko Snoj (* 1959)
- Oliver Schmitt (* 1973)
- Ranko Matasovic (* 1968)
- Idriz Ajeti (1917-2019)